# Toporzyszczewo
Toporzyszczewo – wieś w Polsce położona w województwie kujawsko-pomorskim, w powiecie aleksandrowskim, w gminie Bądkowo.
W latach 1975–1998 miejscowość administracyjnie należała do województwa włocławskiego.
Wieś sołecka – zobacz jednostki pomocnicze gminy Bądkowo w BIP.

## Demografia
Według Narodowego Spisu Powszechnego (III 2011 r.) liczyło 202 mieszkańców. Jest ósmą co do wielkości miejscowością gminy Bądkowo.

## Historia
Według registru poborowego powiatu brzeskiego z r. 1557 było tu 8 łanów, 9 czynszowników, 3 zagrodników (Pawiński Kod. Wielkp. t.II s.7). Toporzyszczewo w Słowniku to wieś i folwark w ówczesnym powiecie nieszawskim, gminie i parafii Bądkowo, odległe 12 wiorst (około 12,8 km) od Nieszawy. W 1827 r. posiadało 12 domów i 149 mieszkańców. W roku 1875 folwark Toporzyszczewo posiadał rozległość mórg 1123, w tym: gruntów ornych i ogrodów mórg 832, łąk mórg 29, lasu mórg 152, wody mórg 2, w odpadkach mórg 88, nieużytków mórg 21; budynków murowanych 5, drewnianych 2; las nieurządzony. Wieś Toporzyszczewo osad 47, mórg 85. W roku 1885 spisano 196 mieszkańców.